# ビュルカウ
ビュルカウ（ドイツ語: Bülkau、低地ドイツ語: Bülkau）は、ドイツ連邦共和国ニーダーザクセン州クックスハーフェン郡ザムトゲマインデ・ラント・ハーデルンに属す町村（以下、本項では便宜上「町」と記述する）である。

## 地理

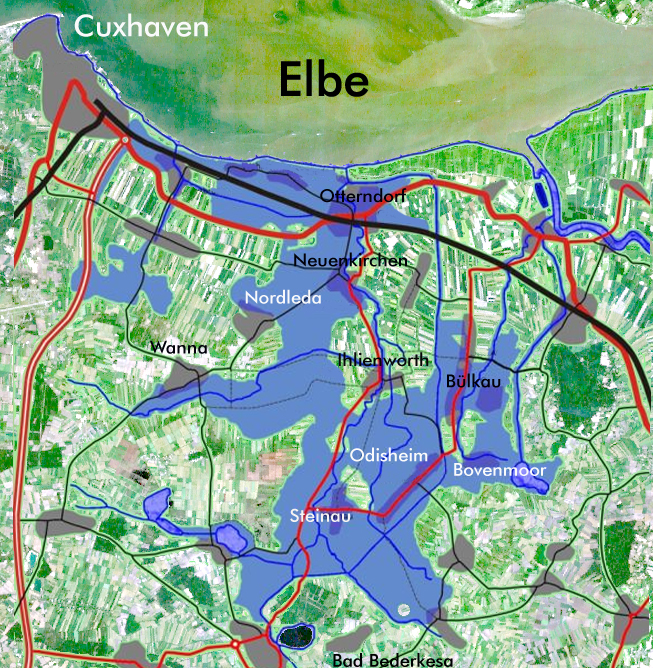
オッテルンドルフのグラマイヤー・シュタックの堤防が決壊して、4.5 m の「小規模な」洪水が起こった際の浸水地域（青色部分）

### 位置
この町は、郡庁所在地クックスハーフェンの東約 20 km に位置しており、高度はギリギリ海抜以下である。州道 L144号線沿いの列村ビュルカウは、面積 2323ヘクタール、人口約 900人、長さは約 11 km、幅はわずか 3 km である。ビュルカウはニーダーザクセンで最も細長い町である。
ビュルカウはニーダーエルベ地区の沼沢地域に位置している。エルベ川の河口や北海に近いため、高潮が堤防を越えた場合、最大海抜 1 m の町域は広い部分が浸水被害を受ける危険性を有している。

### 地区・集落
- アウエ
- アウエシュターデ
- モールヴェッテルン
- シュプレンゲ
- ノルダーエンデ
- キルヒドルフ
- ジューダーエンデ
- ラントマルク
- ボーヴェンモール（旧バウモールまたはボーモール）
- リヒテンピルス

### 水域
アウエ川は、開墾前からの小川で、ノイハウス (オーステ)、ビュルカウ、バルクゼー地域で唯一の自然排水路である。その流域面積は約5000ヘクタールである。この川は、全長約 20 km で、蛇行しながらオッペルン、ビュルカウ、ケディングブルーフと流れ、ノイハウス (オーステ) でオーステ川に注ぐ。
支流には以下の川がある:
- ドルフヴェッテルン川
- シュプレートハウゼンヴェッテルン川
- モールヴェッテルン川
- アウエミューレ・シュティヒグラーベン
- オッペルンの2つの水路（名称不明）

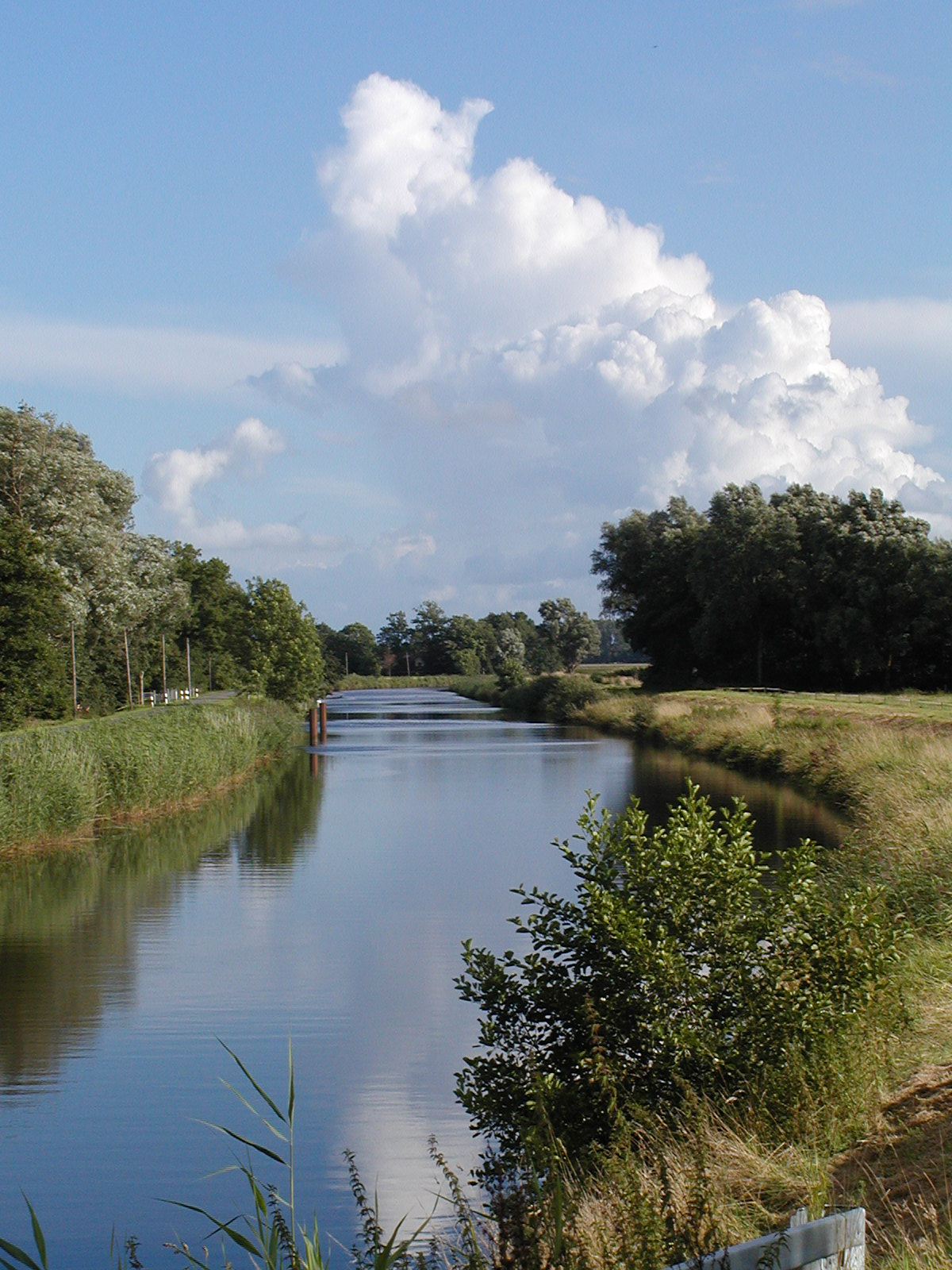
ビュルカウ付近のハーデルナー運河

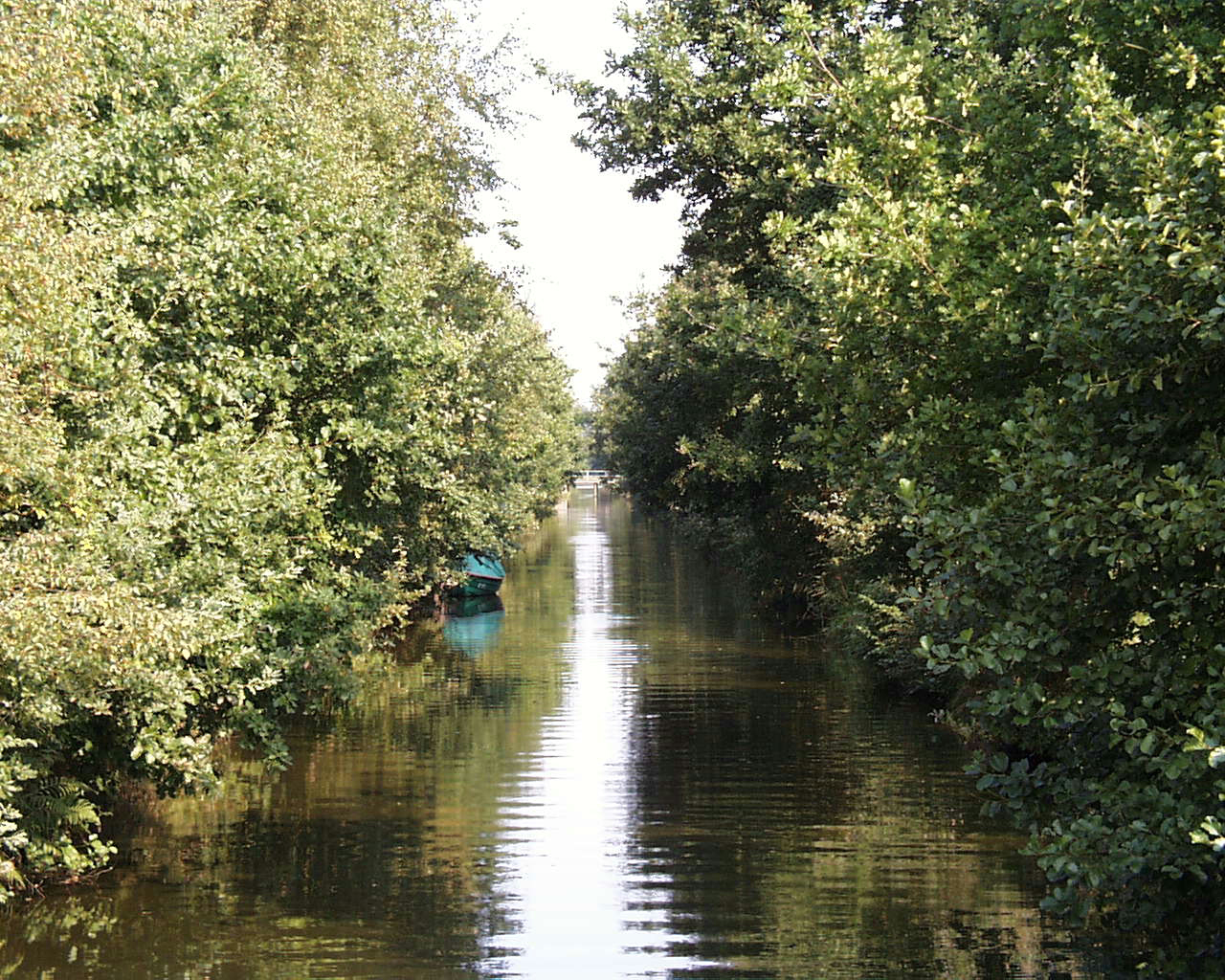
ノイハウス＝ビュルカウアー運河

さらに、ハーデルナー運河およびノイハウス＝ビュルカウアー運河もビュルカウの排水に資しており、町の境界をなしている。

## 歴史

### 名称
ビュルカウは、1404年に Bulcow/Buklow、1680年に Pilkauw、1702年に Biklau と表記されている。Bolkauw という表記も知られている。これは au（aue = 水辺の草地）の Bolk / Bulk（Stein = 石）に由来しており、アウエ川を渡る自然の徒渉地を意味している。中世盛期にゲーストインゼル（ヴィングスト、ヴェスターベルク、ホーエ・リートなどの小さな丘陵の総称）の農民たちは、夏になると沼沢地の小川沿いで家畜を飼育した。

### 中世
1100年頃、ヴィングストのゲースト農民たちが、アウエプリール沿いに定住を始めた。彼らは洪水から護るためにヴルテンと呼ばれる小さな丘に家を建てた。1106年にブレーメン大司教フリードリヒ1世はオランダ人をこの土地に呼び寄せ、組織的に沼沢地を干拓した。彼らは、アウエ川に排水するための溝や水路からなる工夫されたシステムを建設した。それぞれの農場は現在も約30フスの広さがある。1868年から1894年に道路が整備充実されるまでボートやカヌー（「フレーテン」とも呼ばれる）が雨季の最も重要な交通手段であった。このため、水路のすべての橋や水門（「シュテーペ」と呼ばれる）は、少なくとも 3フス3ツォルの幅が設けられた。
ビュルカウは、騎士の近習であったマルクヴァルト・アルフが馬の支払いのためにハイエ家から譴責された、1352年3月13日の文献に記録されている。
キルヒシュピール（教会区）・ヴュルカウおよびキルヒシュピール・オッペルン、ベルム、ビュルスドルフ（現在はノイハウスの農村）は、西のラント・ハーデルン自由領と東のブレーメン大司教領との境界上で「アムト・ノイハウス」を形成していたが、時にはそれぞれ独自の方針を採った。ビュルカウ住民はハーデルン農民自治領との連携を何度も試みた。この自治領はザクセン＝ラウエンブルクの高権下にあったが、ブレーメンが許していたものより遙かに自由であった。
ビュルカウ住民はケーディンゲン住民と協力して、オーステ川河口付近ベルム近郊にブレーメン人によって建設されたシュリックブルクと呼ばれる城砦を取り壊した。もう一つの、現在のノイハウスに大司教オットー2世（在位: 1395年 - 1406年）が1404年に建設した防衛施設 dat nyge hus も同じ運命をたどった。両城砦が破壊された後、気勢を上げる沼沢地の住民に対してオットーは、オーステ河口域を脅かすような防壁を再び築かないことを約束しなければならなかった。しかしその後、大司教バルドウィン2世（在位: 1435年 - 1441年）は、覇権拡大のため拠点として「アムト・ノイハウス」という名称の城館を建設した。
古い街道沿いのバルク湖畔に、ブレーメン司教の権力を強化するレンパーブルク城がある。この城砦は、3方をバルク湖およびレンパー川によって護られている。この城砦は1286年に大司教ギーゼルベルトが建設した。協力者の騎士エルプ・フォン・ルーネベルクとアウグスティン・フォン・オーステンを護るために、1301年にこの城砦は周辺のいくつかの所領とともに彼らに移譲された。しかし彼らは15世紀以降何の役割も果たしていない。この城はハドラーの農民たちに占領され、取り壊されたという伝承がある。発掘に基づき、レンパー川の半円形の弧、いわゆる「ハウスヴルト」がその場所であると推測されている。
1423年にビュルカウは、ケーディンゲン住民とともに、いくつかの領主に対する防衛協定を締結した。ビュルカウはケーディンゲンから100人の射手を借りることができた。ビュルカウの4つのキルヒシュピールは大きな自由を得た。1500年の徴税簿からは、彼らが900リューベック・マルクを支払ったことが明らかになっている。暴動は繰り返し制圧された。
ビュルカウ地方の土地をめぐる戦いで、1512年頃に戦闘が行われた。鎌や棒で武装した農民たちは、訓練を受け装備の整ったブレーメン大司教クリストフの軍勢に敗れた。その後の交渉は1513年からマールドルフで始まり、1514年末になってやっとブクステフーデでの諸侯会議に諮られた。4つのキルヒシュピールは、協議された協定に1516年にノイハウス城で署名した。キルヒシュピール・ビュルカウは毎年150リューベック・マルクと50シェッフェルの大麦を支払うことを義務づけられた。他の3つのキルヒシュピールも同じような税を課された。
1629年にペストがビュルカウを荒廃させ、63人の命が奪われた。
ビュルカウでは古くからレンガが作られていた。最初はアウエでに、その後ハンデルナー運河が建設されるとここに2つのレンガ工場が設けられた。そのうち大きい方の工場は1974年まで存続していた。ハドラー地域全域でレンガ作りが経済上最も重要であった時代は、約1700棟が焼失した1842年のハンブルク大火の後の復興期であった。

### 高潮と洪水
1717年、最悪の高潮がビュルカウに押し寄せた。このクリスマスの高潮で41人が死亡した。また、76棟の家屋や付属建造物が破壊された。1718年2月25日/26日の新たな高潮が、さらなる被害を及ぼした。1720年のこの町には24戸が存在するだけであった。
1824年にはダムが造られていたが、水を放出することはできなかった。ビュルカウの最も低い部分は浸水した。これはゲーストからバルク湖を経由して流れてきた水であった。
1927年は極端に降水量の多い夏で、ビュルカウやオッペルンの多くの部分が浸水した。1951年にはハドラー・ジートラントで洪水があり、揚水施設が故障した。1962年にハンブルクとエルベ川河口域の堤防が破壊された。被害を受けた人はいなかった。1976年には、雪害後の雪解け水を免れることができなかった。ビュルカウとオッペルンの最も低い部分は水に浸かった。

### 1900年以降
1932年にアムト・ノイハウスは廃止された。ビュルカウはラント・ハーデルンに含まれるとされ、ラント・ハーデルン郡に編入された。
ビュルカウとオーベルンドルフは、1970年1月1日からザムトゲマインデ・アム・ドプロックに編入された。1977年8月1日にラント・ハーデルン郡、ヴェーザーミュンデ郡、郡独立市のクックスハーフェンが統合され、クックスハーフェン郡が成立した。
2005年に環境大臣ハンス＝ハインリヒ・ザンダー (FDP) は、バイオ＝オイル製造のパイロット施設として、世界初の熱分解施設をビュルカウに完成させた。
この村は、新しい遊歩道、自転車道、街灯や緑地施設によってとても美しくなった。2003年9月、公民館としてビュルガーフスが建設された。消防団やドイツ赤十字社がここにスペースを有している。2007年に消防団のハーデルン消防分隊のコンテストが行われた。

## 行政

### 議会
ビュルカウの町議会は、9人の議員で構成されている。これは人口 501人から1000人のザムトゲマインデに属す町村の議員定数である。9人の議員は5年ごとに住民の選挙で選出される。

### 首長
町議会は、議員のマンフレート・シュミッツ (CDU) を任期中の名誉職の町長に選出した。

### 紋章
図柄: 左右二分割。向かって左は上下に10分割され黒と金色が入れ替わる地に、斜めに配置された緑色のラウテンクランツ（葉花冠をあしらった飾り帯）。向かって右は、赤地に銀色の鍵が中央の分割線から半分だけ現れている。
解説: 紋章学上、向かって左側のデザインは、ザクセン＝ラウエンブルク公の典型的な配色である。この紋章は、ラント・ハーデルンとブレーメン大司教領への帰属の変遷を表している。

## 文化と見所

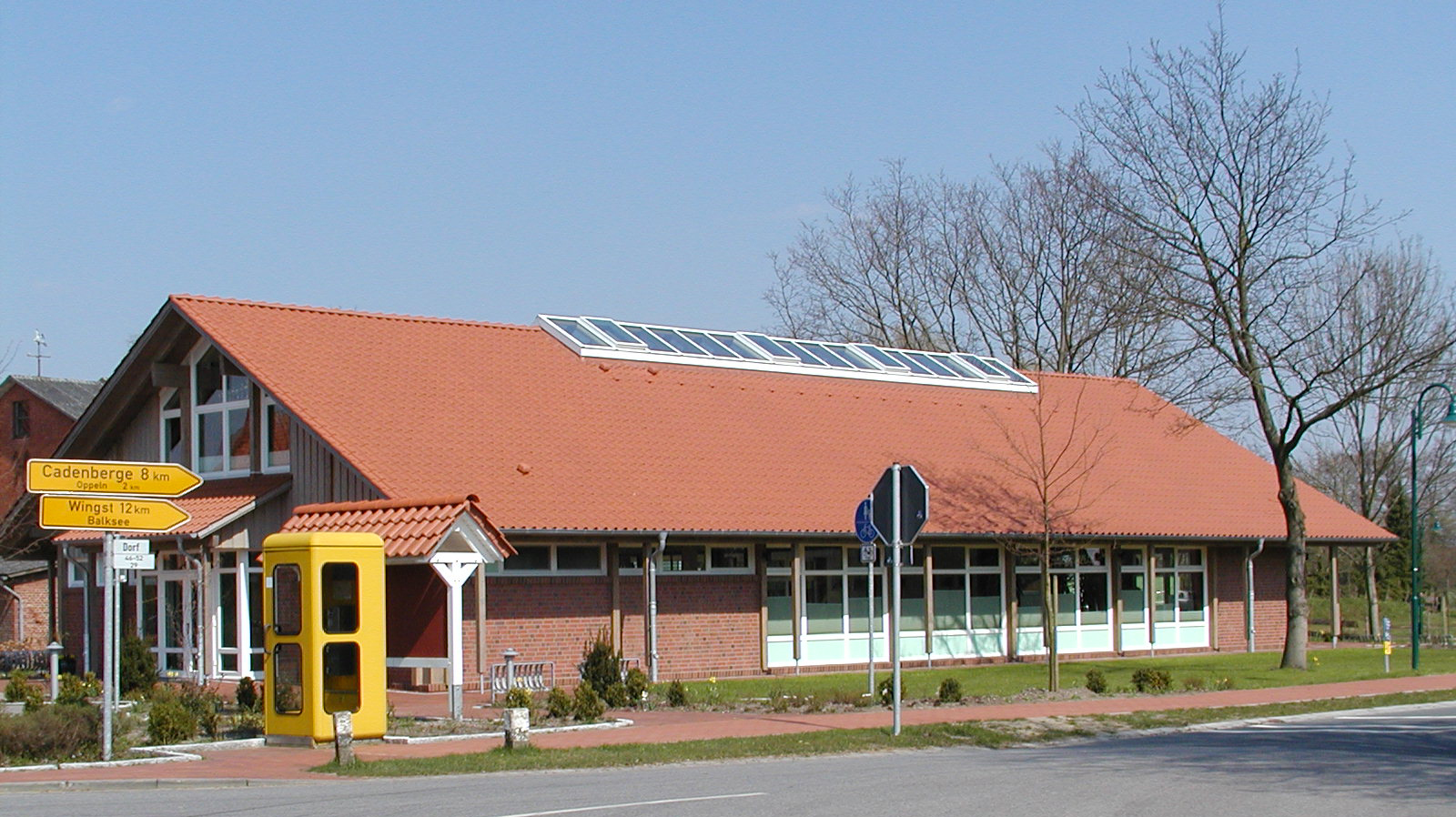
ビュルガーフス

### ビュルガーフス
集落の公民館「ビュルガーフス」は、特に式典などの、住民の交流の場となっている。

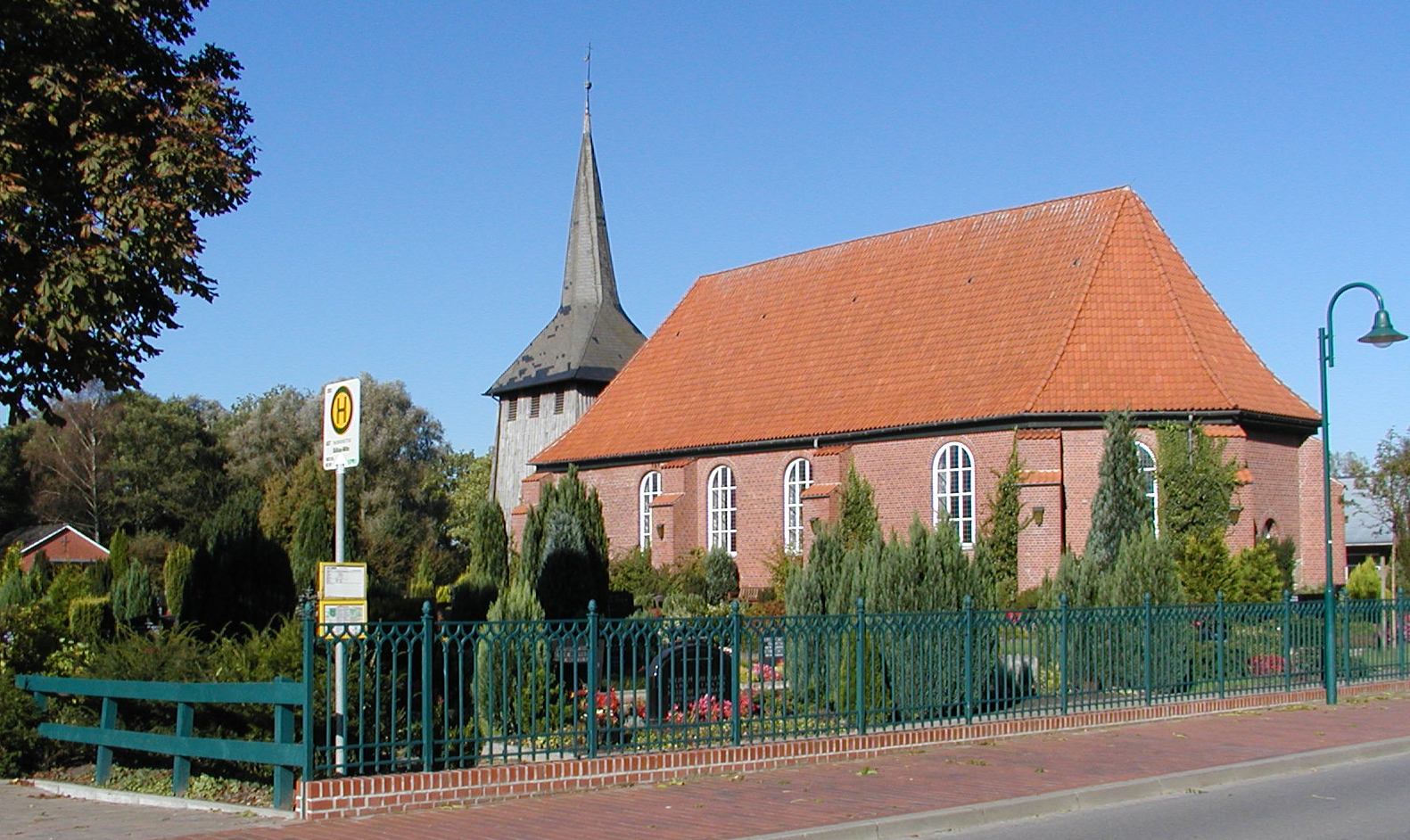
洗礼者聖ヨハネ教会

### 洗礼者聖ヨハネ教会
福音主義＝ルター派の、かつてはゴシック様式だった単廊式教会、洗礼者聖ヨハネ教会は中世に建造された。この教会は1701年に、一部は古い部分も活用して、新たにレンガの丸アーチ窓を設けるなど改築が行われた。西の鐘楼は、1600年頃に建設された。鐘は1404年に製造されたものである。
ビュルカウは、裕福な教区とされている。約46ヘクタールの管区と、教会運営のための教会の土地約6ヘクタールがこの教区に属している。教会裏の古い牧師館は、戦前に建てられた。天井の高いこの牧師館には現在牧師は住んでおらず、町のコミュニティセンターに改築されている。このため、1967年/68年にビュルカウの牧師のための一戸建て住宅が建設された。

### 年中行事
- 騎馬試合: 5月の最終週末
- 村の射撃祭: 6月の第3週末
- べーヴェンモールの射撃祭: 7月の第4週末

### 音楽
- 男声合唱団インマーグリューン・フォン 1904
- トロンペーテンコルプス・ビュルカウ・フォン 1957（ファンファーレ隊）: ケルンの謝肉祭のパレードで16回演奏を行った。また、ハノーファーの Expo 2000 でも演奏した。
- ポザウネンコール・ビュルカウ・フォン 1962（金管アンサンブル）
- ジングクライス・ビュルカウ・フォン 1993（歌唱サークル）
- フレーテンクライス・ビュルカウ・フォン 2007（フルートサークル）

### 名物料理・食材
ビュルカウには、ベーストミルヒあるいはビストミルヒ（初乳）から作られる2つの料理がある:
- ベーストミルヒシュトゥーテンは初乳を用いるだけで「普通の」シュトゥーテン（レーズン入りの白パン）と同じように焼かれる。味はやや甘い。このシュトゥーテンはマーマレードや蜂蜜をつけて食される。
- ベーストミルヒケーゼは、自家製のハーブで味付けされた軟質チーズである。このチーズには子牛が生まれた直後の牛乳が使用される。このミルクは黄みがかっており、多くのビタミン、抗体、その他の栄養素や活性物質を含んでいる。これらの物質は子牛にも人間にも重要である。

## 経済と社会資本

### 経済
ハードラー・オルトはかつて、農業と馬の飼育が中心の村であった。現在もわずかな小規模営農者が副業として農業を行っているほか、いくつかの大規模営業者が農業を営んでいる。大規模農場のほとんどは、乾燥した土壌のノルダーエンデからシュプレンゲに位置している（また、位置していた）。住民の多くは、ハンブルクやブレーメンといった大都市で職をみつけ、100 km ほどの距離を通勤している。

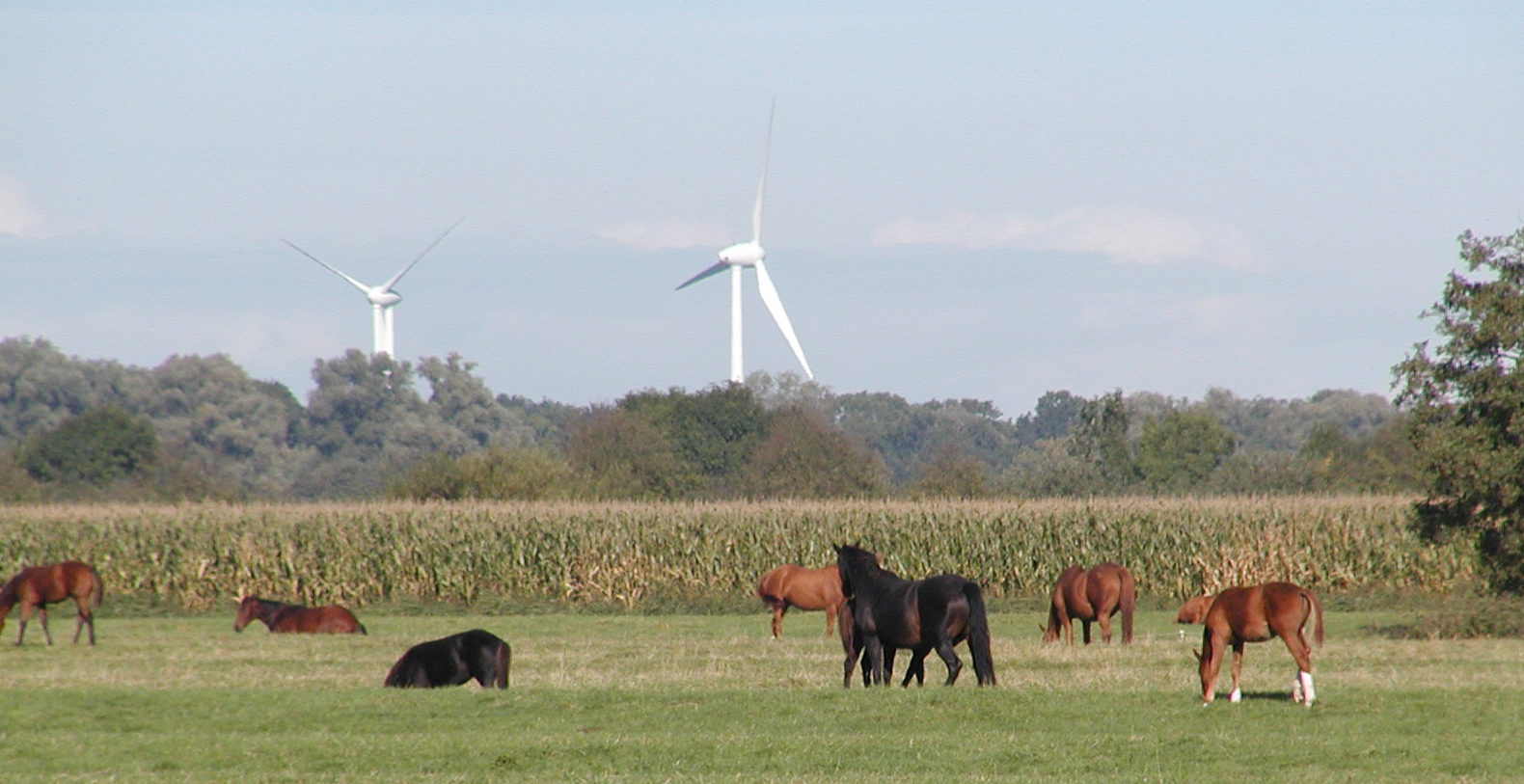
ビュルカウの馬牧場

### 馬の飼育
ハーデルンやビュルカウの馬の飼育者は成功している。世界で最も成功した障害用競走馬の一頭であるダイスター（オスターブルーフ）、2008年北京オリンピックおよび2012年ロンドンオリンピックの総合馬術で優勝したブッツ・レオンとブッツ・アプラックサ（ともにビュルカウ）がこの町の成果である。

### 交通
ビュルカウは連邦道 B73号ハンブルク - クックスハーフェン線の南西に位置している。
バス交通は特に通学の足として整備されている。郵便の他に乗客も乗せた最初のバスは1924年に開通した。オーステンへは1939年に最初の通学用バスが運行された。1955年頃には、オッテルンドルフへ1日4便、カーデンベルゲへ3便、ラムシュテットへ1便が運行された。現在は、路線バス 1837号、61号、62号がオッテルンドルフ、ノイハウス、ヴィングスト、カーデンベルゲへ1日便運行している。
最寄りの鉄道の駅は、オッテルンドルフおよびカーデンベルゲにある、ハンブルクからクックスハーフェンへ向かうニーダーエルベ鉄道の駅である。

### 学校
この町には3校の学校があった:
- ノルダーエンデには1960年代まで学校があった。
- ビュルカウの学校は1588年に初めて記録されている。当時は聖具係が子供に教育を行っていた。校舎は1957年に建設された。1980年代にこの学校は体育館に改築された。
- ボーヴェンモールには1957年に校舎が建設され、30年後に閉鎖された。現在は幼稚園が入居している。

現在は、ノイハウスに基礎課程学校がある。その他の学校は、カーデンベルゲに本課程学校および実科学校が、オッテルンドルフにギムナジウムと養護学校がある。

## 関連文献
- Lenz/Lembcke: Dat Nygehus.
- Willi Klenck (1957). Heimatbuch des ehemaligen Kreis Neuhaus an der Oste. Verlag A. Pockwitz Nachf. Karl Krause
- Benno Eide Siebs (1961). Land meiner Jugend. Nordwestdeutscher Verlag Ditzen & Co
- Richard Mader; Günter Bastian (1978). Hadeln und Wursten. Hamburg: Hans Christian Verlag. ISBN 978-3-7672-0516-1
- Rudolf Lembcke (1978). Otterndorf: kleine Stadt am großen Strom. Hamburg: Hans Christian Verlag. ISBN 978-3-7672-0551-2

これらの文献は、翻訳元であるドイツ語版の参考文献として挙げられていたものであり、日本語版作成に際し直接参照してはおりません。

## 訳注
1. ↑  「アムト」(ドイツ語: Amt) は、一般的には役所を意味するが、ここでは地方行政単位を意味する。
2. ↑  「ヴルト」(ドイツ語: Wurt) は、盛り土がなされた場所を意味する。